# Dragão-de-komodo
Dragão-de-komodo (também grafado dragão-de-comodo) (Varanus komodoensis) é uma espécie de lagarto que vive nas ilhas de Komodo, Rinca, Gili Motang e Flores, todas localizadas na Indonésia. Pertence à família de lagartos-monitores Varanidae, e é a maior espécie de lagarto conhecida, chegando a atingir 40 cm de altura e 2–3 m de comprimento e até 166 kg de peso no caso dos maiores indivíduos. O seu tamanho invulgar é atribuído a gigantismo insular, uma vez que não há outros animais carnívoros para preencher o nicho ecológico nas ilhas onde ele vive, e também ao seu baixo metabolismo. Como resultado deste gigantismo, estes lagartos dominam o ecossistema onde vivem. Apesar dos dragões-de-komodo comerem enormes quantidades de carniça, eles também caçam e fazem emboscadas a presas incluindo invertebrados, aves e mamíferos, sendo sua presa principal o cervo-de-timor (Rusa timorensis).
A época de reprodução começa entre maio e agosto, e os ovos são postos em setembro. Cerca de vinte ovos são depositados em ninhos de Megapodiidae abandonados e ficam a incubar durante sete a oito meses, e a eclosão ocorre em abril, quando há abundância de insectos. Dragões-de-komodo juvenis são vulneráveis e, por isso, abrigam-se em árvores, protegidos de predadores e de adultos canibais. Demoram cerca de três a cinco anos até chegarem à idade de reprodução, e podem viver até aos cinquenta anos. São capazes de se reproduzir por partenogénese, no qual ovos viáveis são postos sem serem fertilizados por machos.
Os dragões-de-komodo foram descobertos por cientistas ocidentais em 1910. O seu grande tamanho e reputação feroz fazem deles uma exibição popular em zoológicos. Na natureza, a sua área de distribuição contraiu devida a actividades humanas e estão listadas como espécie em perigo pela UICN. Estão protegidos pela lei da Indonésia, e um parque nacional, o Parque Nacional de Komodo, foi fundado para ajudar os esforços de protecção.
O dragão-de-komodo é conhecido, para os nativos da ilha de Komodo, como ora, buaya darat (crocodilo da terra) ou biawak raksasa (monitor gigante).

## Descrição

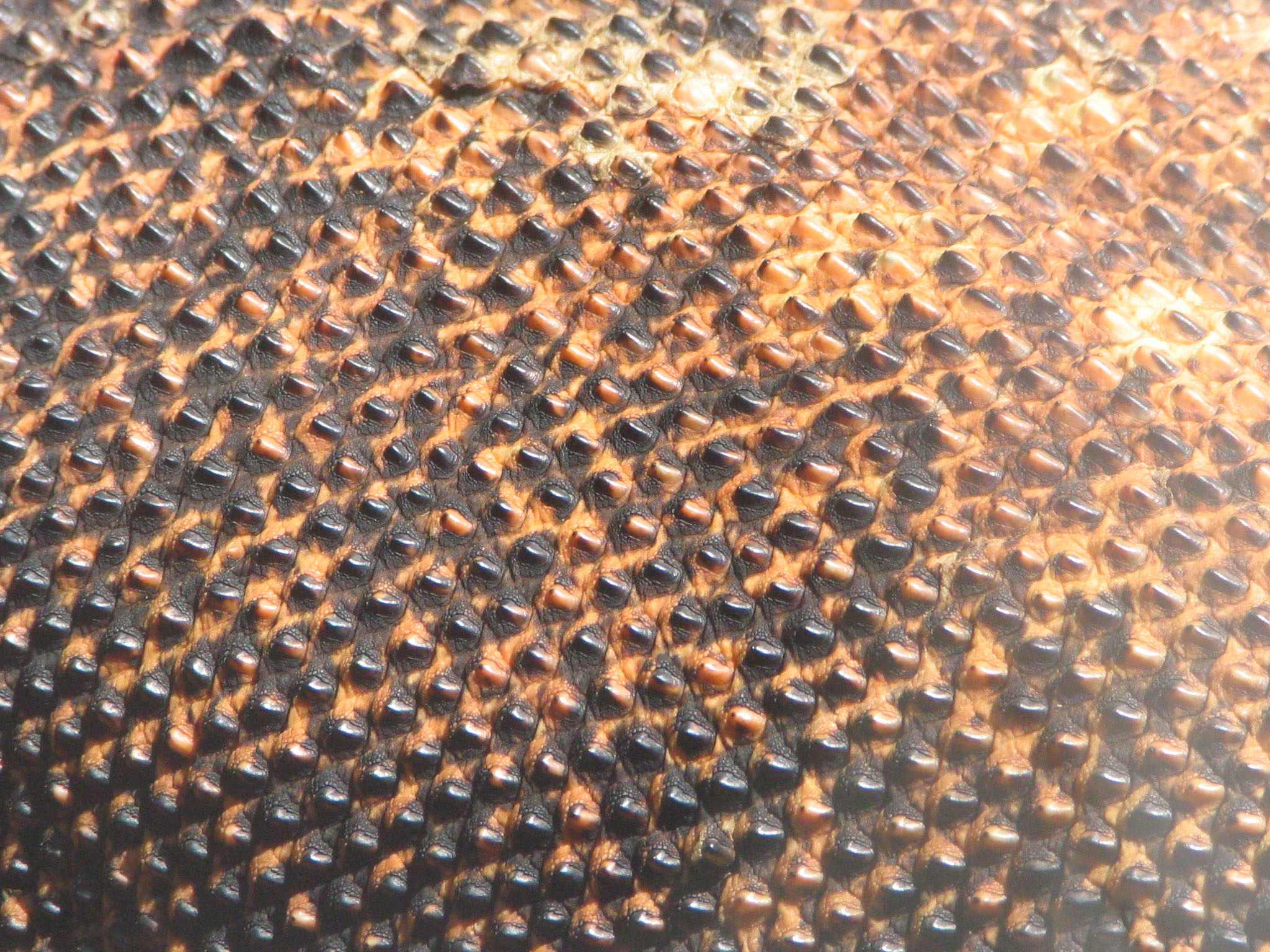
Detalhe da pele de um dragão-de-komodo.

Robusto e com aparência de dinossauro, pode medir até 3 m de comprimento e pesar até 160 kg. Na natureza, um dragão de Komodo adulto normalmente pesa cerca de 70 kg, embora indivíduos de cativeiro possam ser consideravelmente mais pesados. De acordo com o Guiness World Records, um macho adulto médio pesa entre 79-91 kg e mede cerca de 2,60 m, enquanto que uma fêmea média pesa entre 68-73 kg e mede 2,30 m.[carece de fontes?] O maior espécime selvagem já registrado possuía 3,13 m de comprimento e pesava 166 kg. A cor de sua pele é cinzenta e marrom. Sua dieta baseia-se em porcos selvagens (javalis), cabras, veados, búfalos, cavalos, macacos, dragões-de-komodo menores, insectos e até seres humanos. Também se alimenta de carniça de animais e, com o seu faro, pode localizar uma carcaça de animal a quilômetros de distância, sendo capaz de devorá-la por completo.

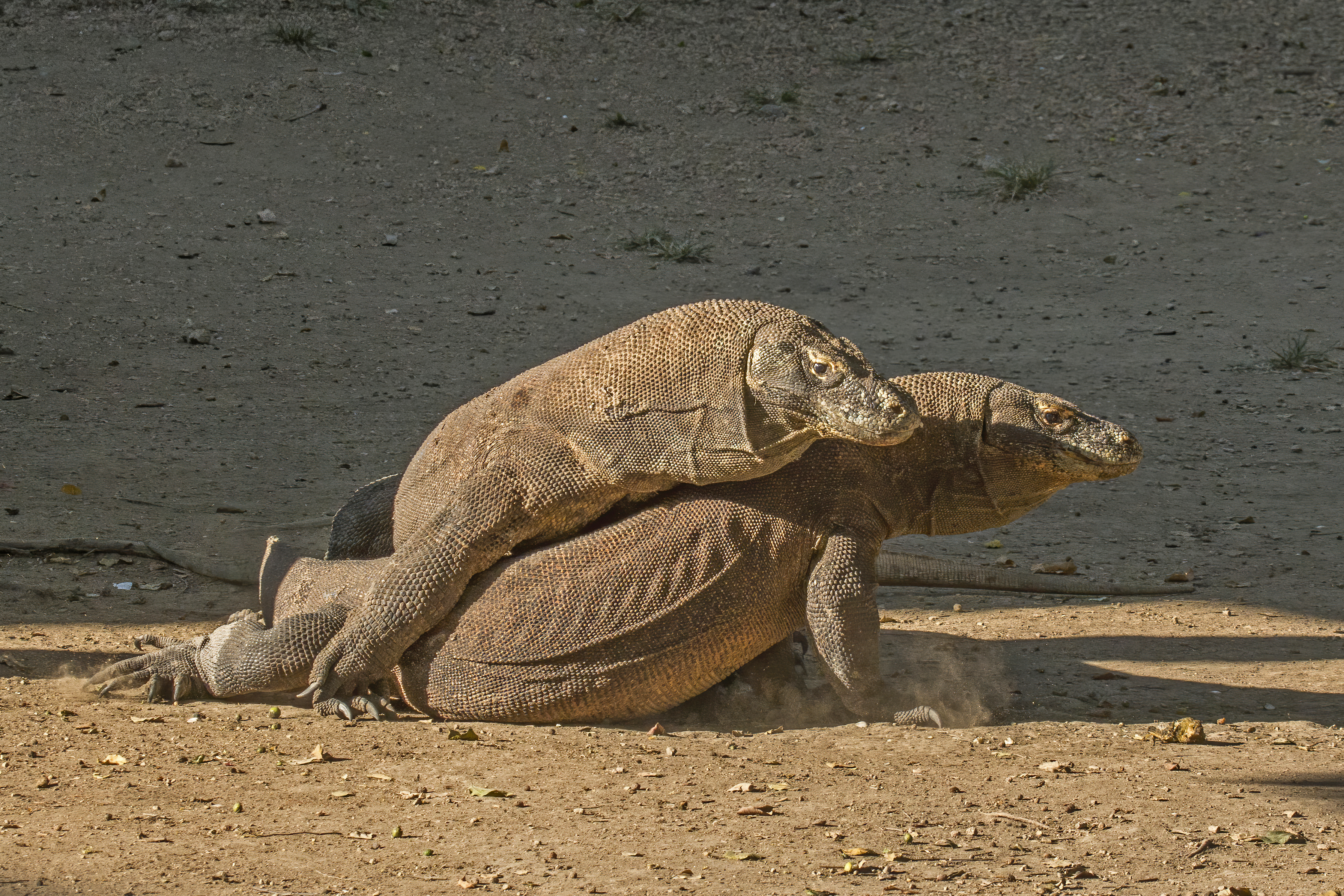
Dois machos brigando.

Como um superpredador, possui uma dieta variada, caçando outros animais ou se alimentando de carniça. Ao contrário do que muitas pesquisas da segunda metade do século XX induziam, estudos recentes indicam que sua boca não contém "bactérias letais" que infeccionariam suas presas após uma mordida. Na verdade, o dragão-de-komodo mata sua presa com investidas violentas nas partes mais frágeis do corpo, como a barriga ou o pescoço. Eles também possuem veneno, que age impedindo a coagulação do sangue de suas presas e reduz a pressão arterial, fazendo a vítima entrar em choque.
São ovíparos, colocando de quinze a trinta e cinco ovos por fêmea, na areia, ao final da estação das chuvas. Os ovos abrem-se depois de sete a oito meses. Ao nascer, os pequenos dragões têm de 20 a 25 cm de comprimento. Vivem, em média, cinquenta anos. Nas ilhas onde são encontrados, os dragões-de-komodo são uma grande atração turística, apesar de haver registro da morte de um turista atacado por um dragão. Entretanto, normalmente não são animais agressivos, já que os habitantes locais convivem com eles diariamente nas praias.[carece de fontes?]
Existem outras espécies de lagartos gigantes, como o Varanus griseus, que é um animal terrestre, e o Varanus niloticus, que é um réptil com hábitos anfíbios, passando boa parte de sua vida na água. Vivem na África, sul da Ásia, Indonésia e Austrália. Variam muito de tamanho. O menor deles apresenta apenas 20 cm de comprimento.[carece de fontes?]
Dois casos de partenogénese desta espécie foram documentados em 2006.

### Sentidos

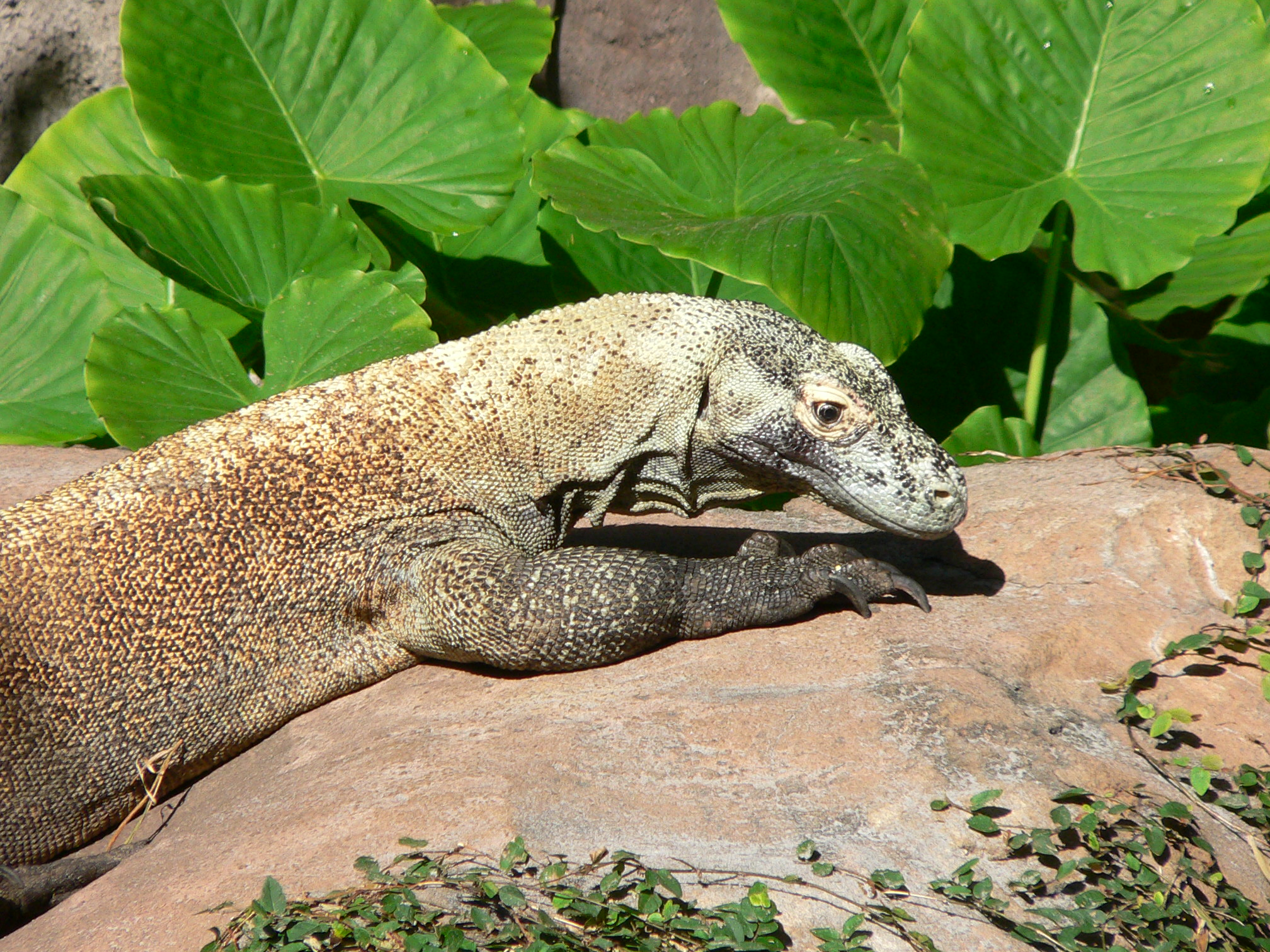
Um dragão-de-komodo a apanhar sol.

O dragão-de-komodo usa a sua língua para detectar estímulos de sabor e cheiro, tal como em muitos outros répteis, com o sentido vomeronasal usando o órgão de Jacobson, um sentido que ajuda a navegação no escuro.
Com a ajuda de um vento favorável e do seu hábito de balançar a cabeça de um lado para o outro enquanto anda, os dragões-de-komodo são capazes de detectar carcaças a uma distância de 4-9,5 km.
As narinas do dragão não são úteis para cheirar, pois estes animais não têm diafragma. Apresentam apenas algumas papilas gustativas na parte de trás da sua garganta. As escamas, algumas reforçadas com osso, têm placas sensoriais ligadas a nervos que facilitam o sentido do tacto. As escamas à volta das orelhas, lábios, queixo e das solas dos pés podem ter três ou mais placas sensoriais.
O dragão-de-komodo não possui um sentido da audição particularmente apurado, apesar do canal auditivo ser bem visível, e é só capaz de ouvir sons entre os 400 e os 2000 hertz. É capaz de ver até aos 300 m mas, como as suas retinas só possuem cones, julga-se que tenham má visão noturna. O dragão-de-komodo é capaz de ver a cores, mas tem pouca discriminação visual de objectos estacionários.
Anteriormente, pensava-se que o dragão-de-komodo era surdo, pois um estudo relatou ausência de agitação em dragões-de-komodo selvagens em resposta a sussurros, vozes alta ou gritos. Isto foi contestado quando Joan Proctor, empregada do Zoológico de Londres, treinou uma espécime em cativeiro para sair da sua toca à espera de comida, depois de ouvir a sua voz e mesmo que ele não a conseguisse ver.

## Evolução
O desenvolvimento evolutivo do dragão-de-komodo teve início com o género Varanus, que se originou na Ásia há cerca de 40 milhões de anos e migrou para a Austrália. Há cerca de 15 milhões de anos, uma colisão entre a Austrália e o Sudoeste Asiático permitiu que os varanídeos se deslocassem para o que é agora o arquipélago indonésio. Crê-se que o dragão-de-komodo se diferenciou dos seus ancestrais australianos há 4 milhões de anos, estendendo a sua área de distribuição para Este até à ilha de Timor. O fim da Idade do Gelo, com a subida dramática do nível da água do mar, formou as ilhas onde os dragões-de-komodo habitam, isolando-os nas suas áreas de distribuição actual.

## Ecologia

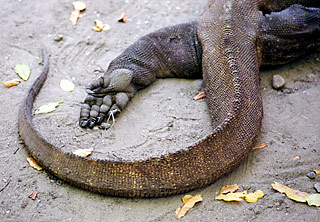
Grande plano do pé e cauda de um dragão-de-komodo.

Os dragãos-de-komodo são considerados superpredadors. Eles preferem lugares quentes e secos e tipicamente vivem em zonas de pasto abertos, savana e floresta tropical em elevações baixas. Sendo um animal ectotérmico (pecilotérmico), está mais activo durante o dia, apesar de exibir alguma actividade nocturna. Os dragões-de-komodo são maioritariamente solitários, juntando-se com outros apenas para acasalar e comer. São capazes de correr rapidamente em curtos disparos, até 20 km por hora, mergulhar até 4,5 m e trepar a árvores enquanto novos usando as suas garras. Para apanhar presas que estão fora do alcance, os dragões-de-komodo pode erguer-se nas suas patas traseiras e usar a sua cauda como apoio. Quando o dragão-de-komodo atinge o estado adulto, as suas garras são usadas primariamente como armas, pois o seu grande tamanho faz com que trepar a árvores não seja prático.
Para se abrigar, cavam buracos com os seus membros anteriores e garras, que podem medir de 1 a 3 m de largura. Devido ao seu grande tamanho, e hábito de dormir nestas covas, é capaz de conservar o calor corporal durante a noite diminuindo o tempo que precisam de estar ao sol para manter a temperatura corporal no dia seguinte. O dragão-de-komodo caça tipicamente durante a tarde, mas permanece na sombra durante a parte mais quente do dia. Estes locais de repouso especiais, normalmente localizados em falésias expostas à brisa fria do mar, são marcados com fezes e a vegetação é eliminada. Servem também como local estratégico de onde emboscar veados.

### Dieta

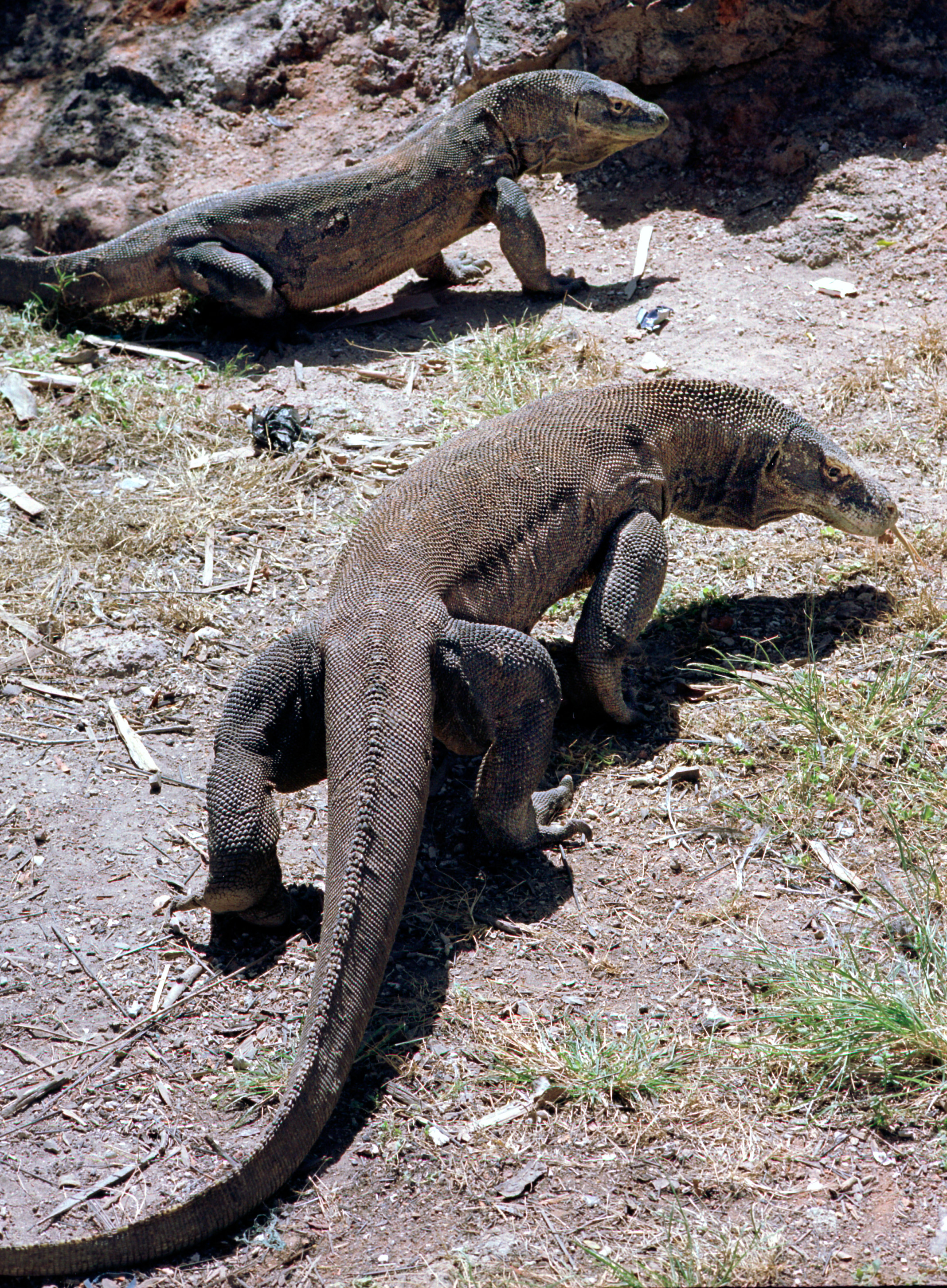
Dragões-de-komodo em Rinca.

Os dragões-de-komodo são carnívoros; embora tenham sido considerados como comendo principalmente carniça, eles frequentemente emboscarão presas vivas com uma abordagem furtiva. Quando uma presa adequada chega perto do local da emboscada de um dragão, ela de repente ataca o animal em alta velocidade e atinge a parte inferior do corpo ou na garganta. É capaz de localizar a sua presa através do seu olfato apurado, que consegue localizar um animal morto ou moribundo até uma distância de 9,5 km. Também já foram observados a deitar abaixo grandes porcos e veados com a sua cauda.
Os dragões de Komodo não permitem deliberadamente que a presa escape com ferimentos fatais, mas tentam matá-la imediatamente usando uma combinação de danos dilacerantes e perda de sangue. Eles foram registrados matando porcos selvagens em segundos e observações de dragões de Komodo rastreando presas por longas distâncias são provavelmente casos mal interpretados de presas escapando de um ataque antes de sucumbirem à infecção. A maioria das presas atacadas por um dragão de Komodo supostamente sofre de sepse e mais tarde será comida pelo mesmo ou por outros lagartos.
Estes animais comem rasgando pedaços grandes de carne e engolindo-os inteiros enquanto seguram a carcaça com as patas anteriores. Para presas pequenas (até ao tamanho de uma cabra), conseguem engoli-las inteiras, usando as suas mandíbulas pouco articuladas, crânio flexível e estômago expansível. O conteúdo vegetal do estômago e intestinos são tipicamente evitados. Quantidades copiosas de saliva vermelha produzida pelos dragões-de-komodo ajudam a lubrificar a comida, mas ainda assim a deglutição demora muito tempo (15-20 minutos para engolir uma cabra). Os dragões-de-komodo tentam por vezes acelerar o processo espetando a carcaça contra uma árvore para forçá-las a descer a sua garganta, chegando a deitar árvores abaixo. Para prevenir que sufoquem enquanto engolem, respiram usando um tubo pequeno debaixo da língua que se liga ao pulmão. Depois de comerem até 80% do seu peso corporal numa refeição, arrasta-se até um sítio soalheiro para acelerar a digestão, pois a comida pode apodrecer e envenená-los se deixada por digerir muito tempo. Devido ao seu metabolismo lento, dragões grandes podem sobreviver com apenas 12 refeições por ano. Depois da digestão, o dragão-de-komodo regurgita uma massa de cornos, cabelo e dentes, que está coberto num muco malcheiroso. Depois da regurgitação, esfrega a cara na poeira ou nos arbustos para se livrar do muco, sugerindo que, tal como os humanos, não aprecia o cheiro das suas próprias excreções.

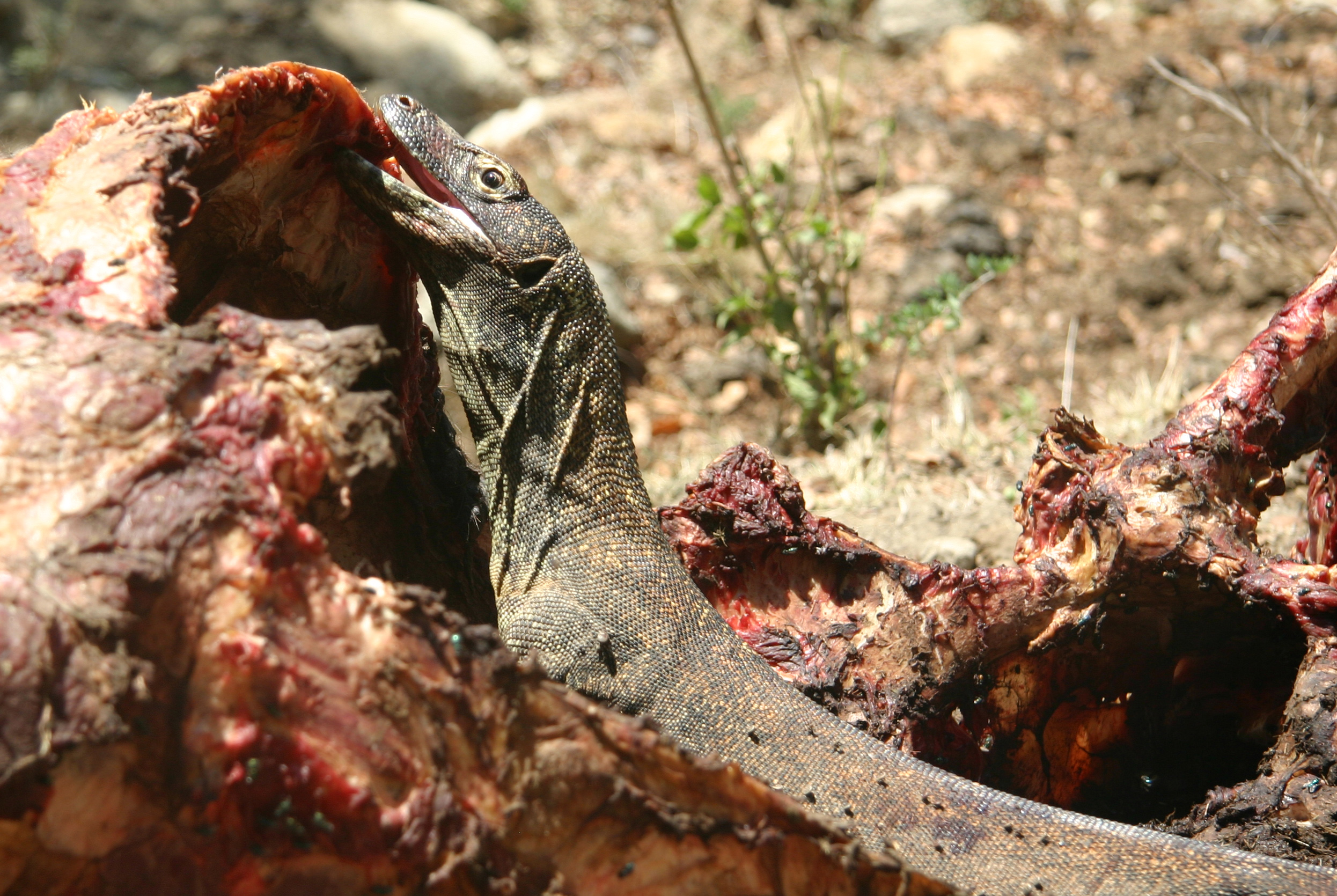
Jovem dragão-de-komodo em Rinca alimentando-se de uma carcaça de búfalo-asiático.

Os animais maiores geralmente comem primeiro, enquanto os mais pequenos seguem uma hierarquia. O macho maior afirma a sua dominância e os machos mais pequenos mostram a sua submissão usando linguagem corporal e silvos. Dragões de tamanho igual podem recorrer a uma "luta livre". Os vencidos normalmente retiram-se, apesar de alguns já terem sido observados a ser mortos e comidos pelos vencedores.
A dieta do dragão-de-komodo é abrangente e inclui invertebrados, outros répteis (incluindo dragões menores), aves, ovos de aves, pequenos mamíferos, macacos, javalis, cabras, veados, cavalos e búfalos. Komodos juvenis comem insetos, ovos, osgas, e pequenos mamíferos Ocasionalmente, também podem consumir humanos e cadáveres de humanos, escavando corpos de sepulturas pouco fundas. Este hábito de saltear sepulturas fez com que os habitantes de Komodo movessem os seus cemitérios de solos arenosos para argilosos e que empilhassem rochas em cima delas para impedir os lagartos. Os dragões-de-komodo podem ter evoluído para se alimentarem do elefante-pigmeu Stegodon que chegou a viver em Flores, de acordo com o biólogo evolutivo Jared Diamond. Estes animais também já foram observados a assustar intencionalmente um veado fêmea na esperança de provocar um aborto espontâneo cujos restos pudessem ser comidos, uma técnica que também já foi observada em grandes predadores africanos.
Como os dragões-de-komodo não tem diafragma, não conseguem sugar água quando bebem, nem lambê-la com a língua. Em vez disso, eles bebem enchendo a boca com água, levantando a cabeça e deixando que a água desça pela garganta.

### Bactérias na boca

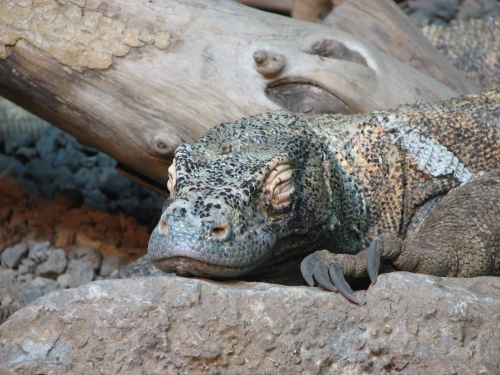
Um dragão-de-komodo a dormir. Note as garras curvadas e compridas, usadas em lutas e na alimentação.

Embora estudos anteriores tenham proposto que a saliva do dragão de Komodo continha uma variedade de bactérias altamente sépticas que ajudariam a abater as presas, uma pesquisa de 2013 sugeriu que as bactérias na boca desses animais eram na verdade bactérias comuns e semelhantes às encontradas em outros carnívoros. Os dragões de Komodo têm uma boa higiene bucal. Para citar Bryan Fry, professor da Universidade de Queensland: "Depois de terminarem de se alimentar, eles passarão de 10 a 15 minutos lambendo os lábios e esfregando a cabeça nas folhas para limpar a boca; [...] Ao contrário do que as pessoas foram levadas a acreditar, eles não têm pedaços de carne podre das refeições nos dentes, cultivando bactérias." Os dragões de Komodo também não esperam que a presa morra e a rastreiam à distância para come-las, como as víboras fazem; observações deles caçando veados, javalis e, em alguns casos, búfalos revelam que matam as presas em menos de meia hora.
A observação de presas morrendo de sepse seria então explicada pelo instinto natural dos búfalos-asiáticos, que não são nativos das ilhas onde vive o dragão de Komodo, correr para a água depois de escapar de um ataque. A água quente e cheia de fezes causaria as infecções. O estudo utilizou amostras de dezesseis dragões em cativeiro (dez adultos e seis neonatos) de três zoológicos dos Estados Unidos.

### Alegações contestadas de veneno

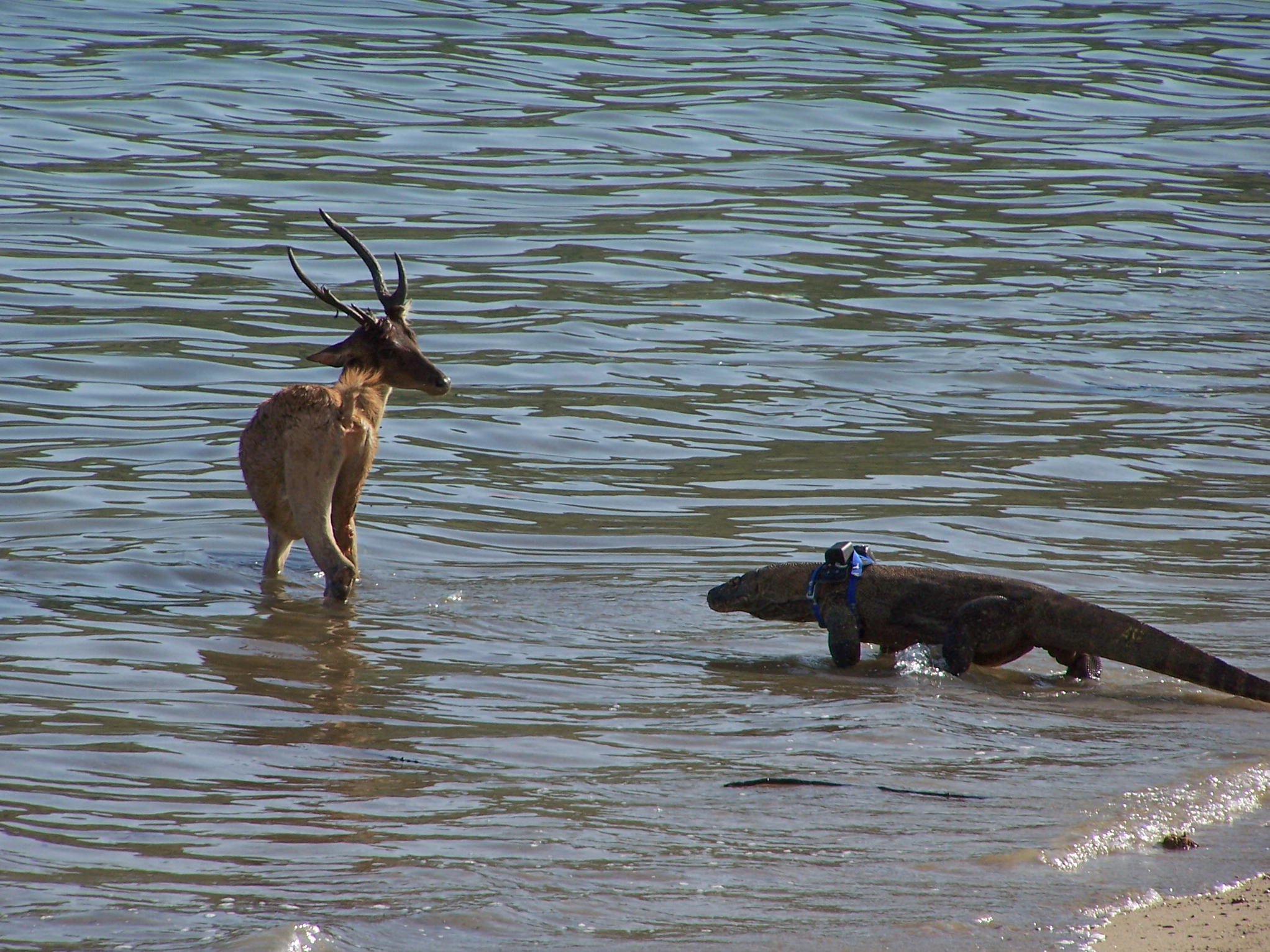
Um dragão de Komodo perseguindo um cervo de Timor.

Em finais de 2005, investigadores da Universidade de Melbourne concluiram que o Varanus giganteus, uma outra espécie de monitor, e Agamidae podem ser venenosos. Pensava-se que mordeduras feitas por estes lagartos propiciavam infecções por causa das bactérias presentes na boca dos animais, mas a equipe de pesquisa mostrou que os efeitos imediatos eram causados por envenenamento ligeiro. Mordeduras em dedos de humanos por Varanus varius, um dragão-de-komodo e por um Varanus scalaris foram observadas, e todas produziram resultados semelhantes em humanos: inchaço rápido no espaço de minutos, interrupção localizada da coagulação do sangue, dor fulminante até ao cotovelo, alguns sintomas durando várias horas.
Em 2009, os mesmos pesquisadores publicaram mais evidências demonstrando que os dragões de Komodo possuem uma mordida venenosa. A ressonância magnética de um crânio preservado mostrou a presença de duas glândulas na mandíbula. Os pesquisadores extraíram uma dessas glândulas da cabeça de um dragão com doença terminal no Jardim Zoológico de Cingapura e descobriram que ela secretava diversas proteínas tóxicas diferentes. As funções conhecidas destas proteínas incluem a inibição da coagulação sanguínea, redução da pressão arterial, paralisia muscular e indução de hipotermia, levando ao choque e perda de consciência em presas envenenadas. Como resultado desta descoberta, a teoria anterior de que as bactérias eram responsáveis pelas mortes das vítimas do Komodo foi contestada.
Outros cientistas afirmaram que esta alegação de glândulas de veneno "teve o efeito de subestimar a variedade de papéis complexos desempenhados pelas secreções orais na biologia dos répteis, produziu uma visão muito estreita das secreções orais e resultou numa interpretação errada da evolução reptiliana". De acordo com esses cientistas, “as secreções orais reptilianas contribuem para muitas funções biológicas, além de despachar rapidamente as presas”. Esses pesquisadores concluíram que, "chamar todos neste clado de venenosos implica um perigo potencial geral que não existe, engana na avaliação dos riscos médicos e confunde a avaliação biológica dos sistemas bioquímicos da escama". O biólogo evolucionista  Kurt Schwenk diz que mesmo que os lagartos tenham proteínas semelhantes a veneno na boca, eles podem estar usando-as para uma função diferente, e ele duvida que o veneno seja necessário para explicar o efeito de uma mordida de dragão de Komodo, argumentando que o choque e a perda de sangue são os fatores primários.

### Reprodução

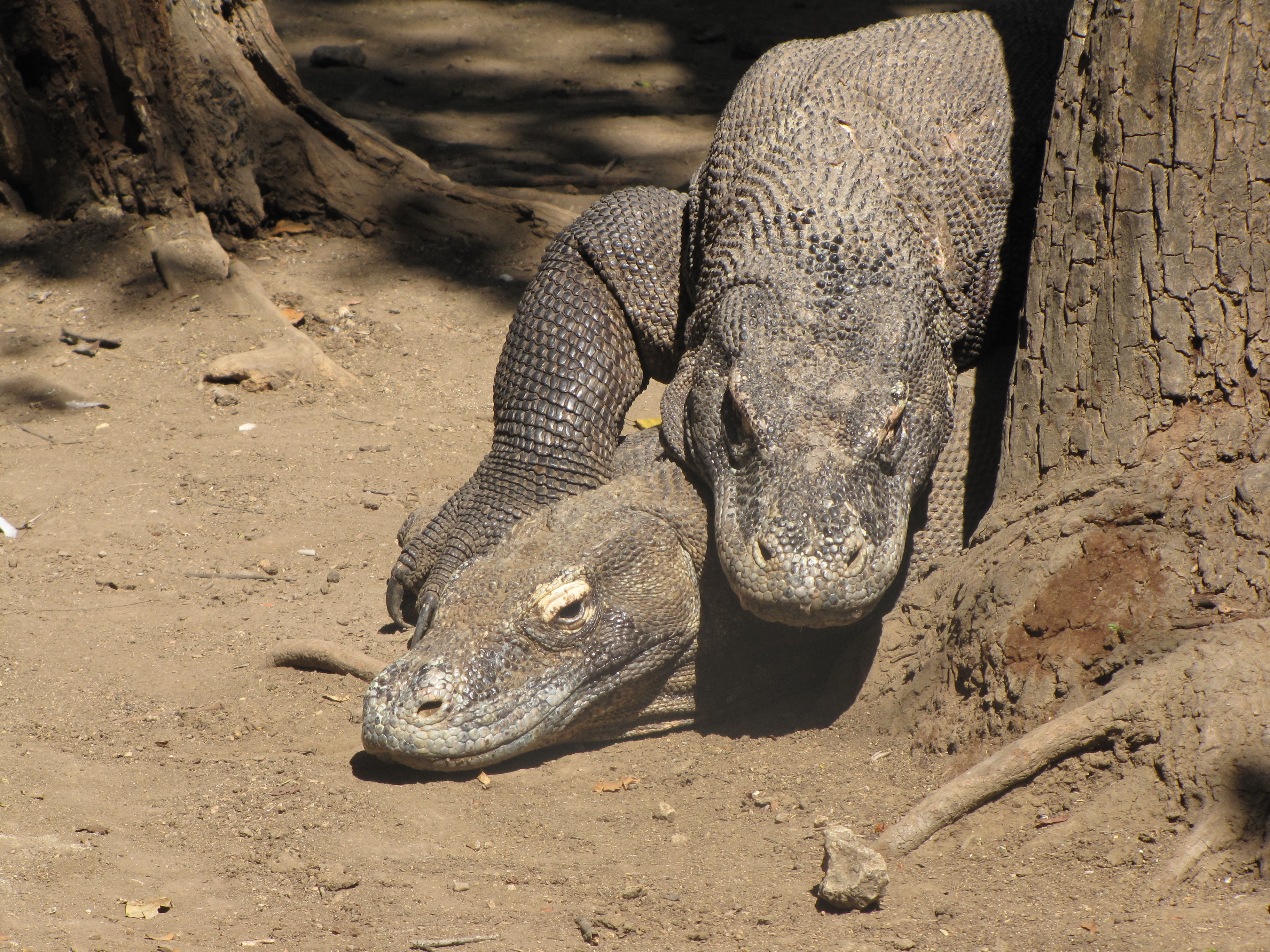
Dois komodos se acasalando.

O acasalamento ocorre entre Maio e Agosto, sendo os ovos postos em Setembro. Durante este período, os machos lutam pelas fêmeas e território agarrando-se um ao outro enquanto estão levantados nas patas posteriores. O perdedor é eventualmente deitado ao chão. Estes machos podem vomitar ou defecar enquanto se preparam para a luta. O vencedor da luta irá depois mostra a língua à fêmea para receber informação sobre a sua receptividade. As fêmeas são antagonistas e resistem com as suas garras e dentes durante as primeiras fases do cortejo. Por isso, o macho tem de prender a fêmea totalmente durante o coito para evitar ferir-se. Outras cerimónias de acasalamento incluem machos esfregando o seu queixo na fêmea, arranhadelas nas costas e lambidelas. A copulação ocorre quando o macho introduz um dos seus hemipénis na cloaca da fêmea. Os dragões-de-komodo podem ser monógamos e formar um par estável, um comportamento raro em lagartos.

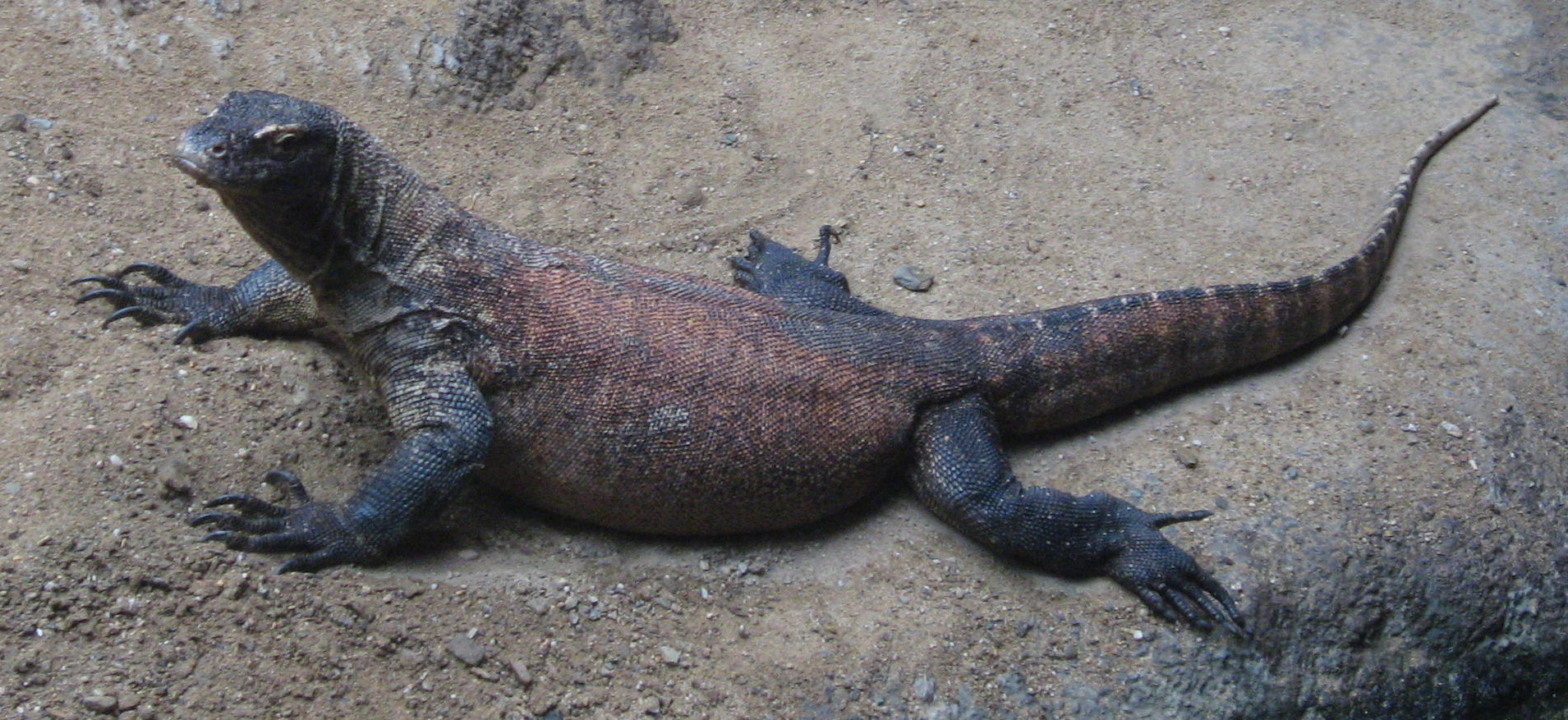
Nesta imagem, a cauda longa e as garras são claramente visíveis.

A fêmea põe os seus ovos em tocas escavados nas vertentes de uma elevação ou em ninhos abandonados de Megapodius reinwardt, com preferência para os ninhos abandonados. A postura normalmente consiste de uma média de vinte ovos que estiveram em incubação durante sete a oito meses. A fêmea deita-se em cima dos ovos para os incubar e proteger até que eclodem por volta de Abril, no fim da época chuvosa quando há abundância de insectos. Para os juvenis, a saída da casca é um processo cansativo. Eles usam um dente especial que cai passado pouco tempo. Depois de cortarem a casca, os lagartos recém-eclodidos permanecem dentro da casca durante algumas horas antes de escavarem para fora do ninho.
Jovens dragões-de-komodo passam grande parte dos seus primeiros anos em árvores, onde estão a salvo de predadores, incluindo adultos canibalescos, que fazem de dragões juvenis 10% da sua dieta. Segundo David Attenborough, o hábito de canibalismo pode ser vantajoso em suster o tamanho grande dos adultos, pois presas de tamanho médio são raras na ilha. Quando um jovem tem de aproximar-se de uma presa, rebolam em fezes e descansa em cima de intestinos de animais esvicerados para deter estes adultos esfomeados. Os dragões-de-komodo tomam cerca de três ou cinco anos a se tornarem maduros, e podem viver até aos 50 anos.

### Partenogénese
Sungai, uma dragão-de-komodo do Zoológico de Londres, fez uma postura de ovos no fim de 2005, depois de estar separada de qualquer companhia masculina durante mais de dois anos. Os cientistas assumiram inicialmente que ela tinha sido capaz de armazenar esperma desde o seu contactos anteriores com um macho, uma adaptação conhecida como superfecundação. A 20 de Dezembro de 2006 foi relatado que Flora, uma dragão-de-komodo que vivia no Zoológico de Chester de Inglaterra, era a segunda dragão-de-komodo que fez uma postura de ovos não-fertilizados: ela pôs 11 ovos, sete dos quais eclodiram, todos eles machos. Cientistas de Universidade de Liverpool no Norte de Inglaterra fizeram testes genéticos aos três ovos que colapsaram quando foram transferidos para uma incubadora, e verificaram que a Flora não tinha tido contacto físico com um dragão macho. Após ser descoberta a condição dos ovos de Flora, testes mostraram que os ovos de Sungai também tinham sido produzidos sem fertilização externa.

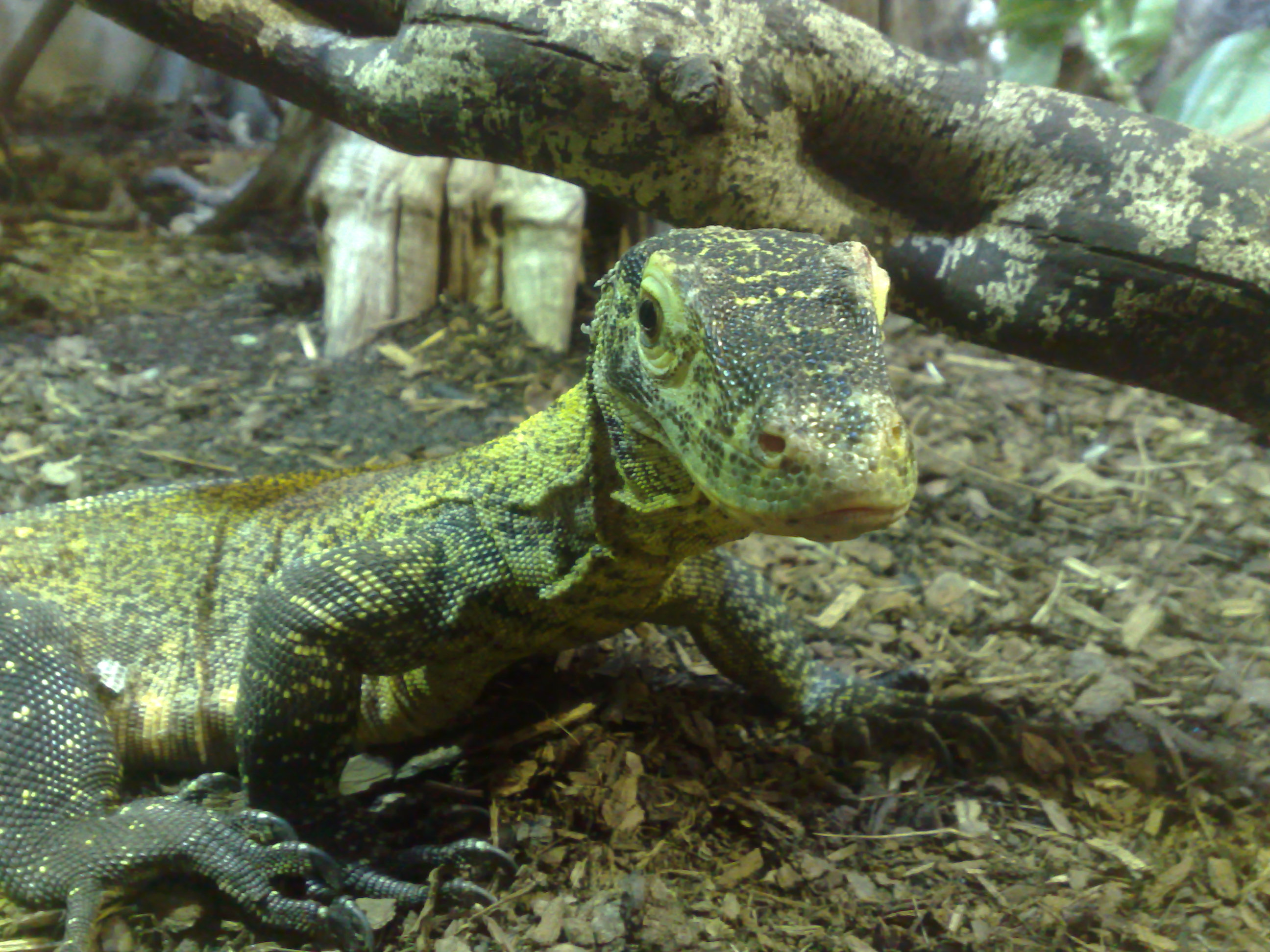
Dragão-de-komodo partenogénico bebé, Zoológico de Chester, Inglaterra

Estes animais tem o sistema de determinação do sexo ZW em contraste com o sistema XY presente nos mamíferos. O facto de só terem nascido machos, mostra que os ovos não-fertilizados eram haploides (n) e que duplicaram os seus cromossomas mais tarde para se tornarem diploides (2n) (sendo fertilizados por um glóbulo polar, ou por duplicação dos cromossomas, sem divisão celular, ao invés de ela pôr ovos diploides, por falha de uma das divisões meióticas reductoras). Quando uma dragão-de-komodo fêmea (com os cromossomas sexuais ZW) se reproduz dessa maneira, fornece à sua prole apenas um cromossoma de cada par que possui, incluindo apenas um dos seus dois cromossomas sexuais. Este conjunto singular de cromossomas é duplicado no ovo, que se desenvolve partenogeneticamente. Ovos que recebem um cromossoma Z tornam-se ZZ (macho); os que recebem um cromossoma W tornam-se WW e não se desenvolvem.
Foi sugerido que esta adaptação reprodutora permite que uma fêmea sozinha entre num nicho ecológico isolado (tal como uma ilha) e produzem machos por partenogénese, estabelecendo assim uma população capaz de se reproduzir sexualmente (através de reprodução com os seus descendentes que pode resultar na produção tanto de machos como de fêmeas). Apesar das vantagens de tal adaptação, os zoológicos estão avisado que a partenogénese é prejudicial para a diversidade genética, devida à óbvia necessidade de cruzamento entre a única fêmea mãe com os seus descendentes macho.
Em 31 de janeiro de 2008, o Zoológico de Sedgwick County, em Wichita, no Kansas, tornou-se o primeiro da América a documentar partenogénese em dragões-de-komodo. O zoológico tem duas fêmeas adultas, uma das quais pos 17 ovos em Maio de 2007. Só dois destes ovos foram incubados e eclodiram por falta de espaço; o primeiro nasceu em 31 de Janeiro de 2008 enquanto que o segundo saiu a 11 de Fevereiro. Ambos eram machos.

## História

### Descoberta pela cultura Ocidental

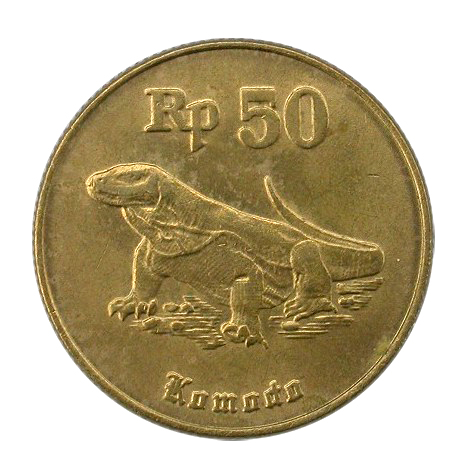
Moeda com um dragão-de-komodo, emitida pela Indonésia

Os dragões-de-komodo foram documentados pela primeira vez por europeus em 1910, quando rumores de um "crocodilo terrestre" chegaram ao Tenente van Steyn van Hensbroek da administração colonial holandesa. Notoriedade geral chegou depois de 1912, quando Peter Ouwens, o director do Museu Zoológico em Bogor, Java, publicou um artigo científico sobre o tema depois de receber uma foto e uma pele enviada pelo tenente, juntamente com mais dois espécimes de um coleccionador. Mais tarde, o dragão-de-komodo foi o factor principal que levou a uma expedição à Komodo por W. Douglas Burden em 1926. Após regressar
com 12 espécimes preservados e dois vivos, esta expedição forneceu a inspiração para o filme de 1933 King Kong. Foi também Burden que usou o nome "dragão-de-komodo" pela primeira vez. Três dos espécimes foram empalhados e estão expostos no American Museum of Natural History.

### Estudos
Os holandeses, apercebendo-se do número limitado de indivíduos presentes na natureza, proibiram a caça desportiva e limitaram grandemente o número de indivíduos que poderia ser levado para estudos científicos. Expedições para colecção pararam com a ocorrência da Segunda Guerra Mundial, e não resumiram até a década de 1950 e 60, quando estudos examinaram o comportamento alimentar, reprodução e temperatura corporal dos dragões-de-komodo. Por volta desta altura, uma expedição foi planeada em que um estudo longo seria feito sobre o dragão-de-komodo. Esta tarefa foi dada à família Auggenberg, que ficou na Ilha Komodo durante 11 meses em 1969. Durante esta estadia, Walter Auffenberg e a sua assistente Putra Sastrawan capturaram e marcaram mais de 50 dragões. A pesquisa feita pela expedição Auffenberg seria muito influente na criação de dragões-de-komodo em cativeiro. Pesquisas posteriores à família Auffenberg esclareceram mais aspectos sobre a natureza do dragão, e biólogos como Claudio Ciofi continua a estudar as criaturas.

## Preservação

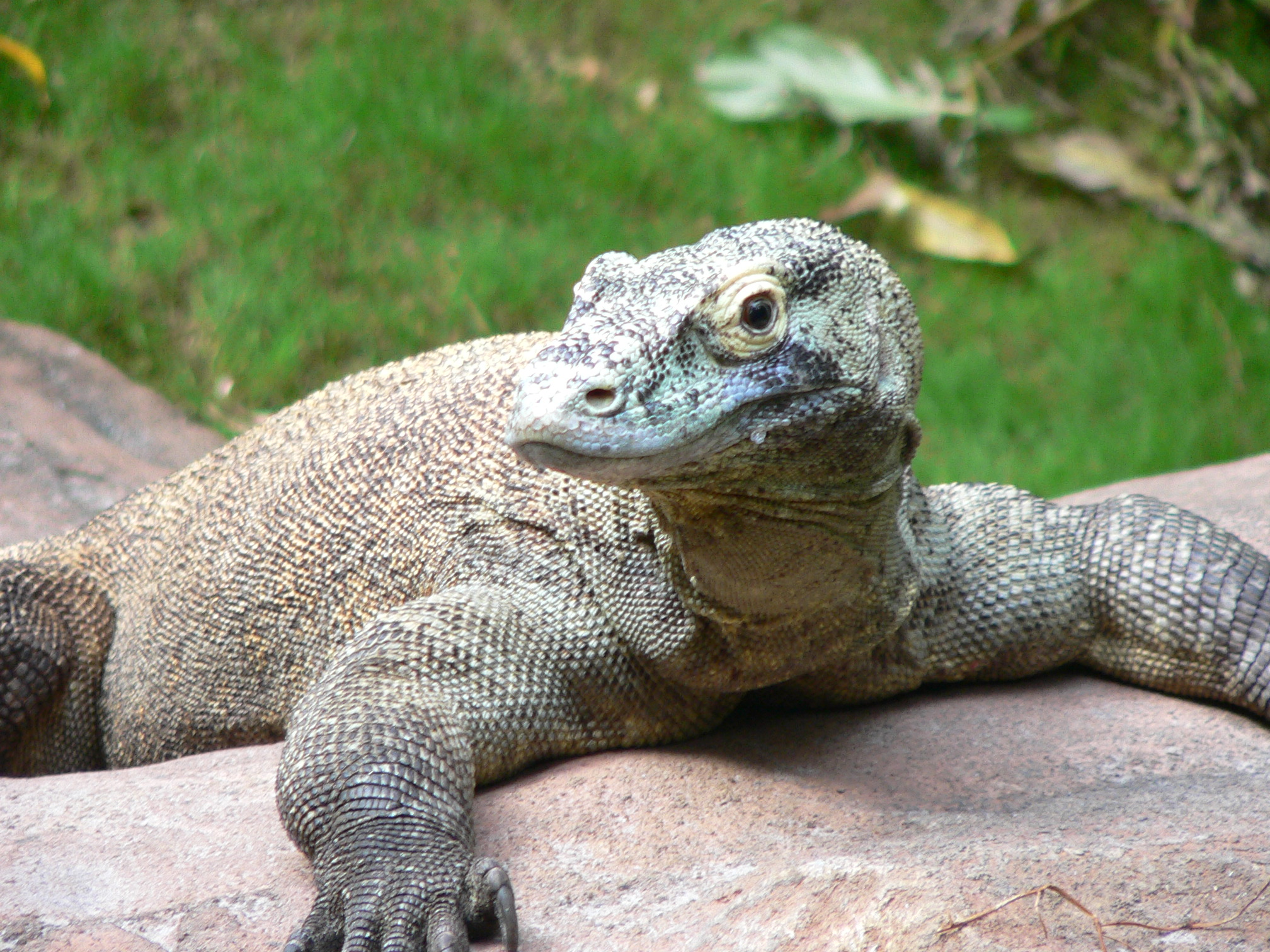
O Varanus komodoensis é considerado uma espécie em perigo de extinção.

O dragão-de-komodo é uma espécie em perigo de extinção e está listada na Lista vermelha da IUCN. Há aproximadamente 4-5 mil dragões-de-komodo na natureza. As suas populações estão restritas às ilhas de Gili Motang (100), Gili Dasami (100), Rinca (1300), Komodo (1700) e Flores (talvez 2000). No entanto, há preocupação que só haja actualmente somente 350 fêmeas reprodutoras. Para responder a esta questão, foi fundado o Parque Nacional de Komodo em 1980 para proteger as populações dos dragões-de-komodo nas ilhas de Komodo, Rinca e Padar. Mais tarde, as reservas de Wae Wuul e Wolo Tado foram abertas em Flores para ajudar à conservação destes animais. Há evidências que os dragões-de-komodo estão a ficar habituados à presença humana, pois turistas costumam dar-lhes carcaças de animais em várias estações de alimentação.
Atividade vulcânica, terremotos, perda de habitat, incêndios, o turismo, a perda de presas devido à caça furtiva e a caça ilegal dos próprios dragões contribuíram para o status vulnerável do dragão de Komodo. Uma grande ameaça futura para a espécie é mudança climática através de aridificação e aumento do nível do mar, o que pode afetar os habitats baixos e vales dos quais o dragão de Komodo depende, como dragões de Komodo não se estendem às regiões de maior altitude das ilhas que habitam. Com base nas projeções, as alterações climáticas levarão a um declínio de habitats adequados de 8,4%, 30,2% ou 71% até 2050, dependendo do cenário de alterações climáticas. Sem ações de conservação eficazes, as populações de Flores são extirpadas em todos os cenários, enquanto nos cenários mais extremos, apenas as populações de Komodo e Rinca persistem em números altamente reduzidos. A rápida mitigação das mudanças climáticas é crucial para a conservação das espécies na natureza. Outros cientistas contestaram as conclusões sobre os efeitos das alterações climáticas nas populações de dragões de Komodo.
Em setembro de 2021, a UICN passou a categorizar o dragão-de-komodo como uma espécie em perigo de extinção, mercê da previsão de que o aumento das temperaturas globais, aliado à consequente subida do nível das águas do mar, deva reduzir em pelo menos 30% o espaço vital dos habitats desta espécie no amplexo dos próximos 45 anos.
O biólogo australiano Tim Flannery sugeriu que a introdução de dragões-de-komodo pode beneficiar o ecossistema australiano, pois poderia ocupar o nicho de grande carnívoro deixado livre pela extinção do grande varano Megalania. No entanto, ele aconselha muita cautela e uma introdução gradual em experiências de aclimatização, especialmente porque "o problema da predação de grandes varanídeos sobre humanos não pode ser menosprezado". Ele usa o exemplo da coexistência bem sucedida com o crocodilo-de-água-salgada como prova que os australianos poderiam adaptar-se facilmente.
Apesar da raridade dos ataques, os dragões-de-komodo são conhecidos por matar humanos. Em 4 de Junho de 2007, um dragão atacou um rapaz de oito anos na Ilha Komodo. Mais tarde, ele morreu de hemorragias resultantes das suas feridas. Foi o primeiro ataque fatal registado em 33 anos. Os nativos culparam o ataque aos ambientalistas que não vivem na ilha que proibiram os sacrifícios de cabras, o que causou que fosse negado aos dragões-de-komodo a fonte de comida esperada, fazendo com que os animais vagueassem para dentro de territórios humanos à procura de comida. Para os nativos da Ilha Komodo, estes animais são a reencarnação dos seus antepassados, e são por isso tratados com reverência.

### Em cativeiro

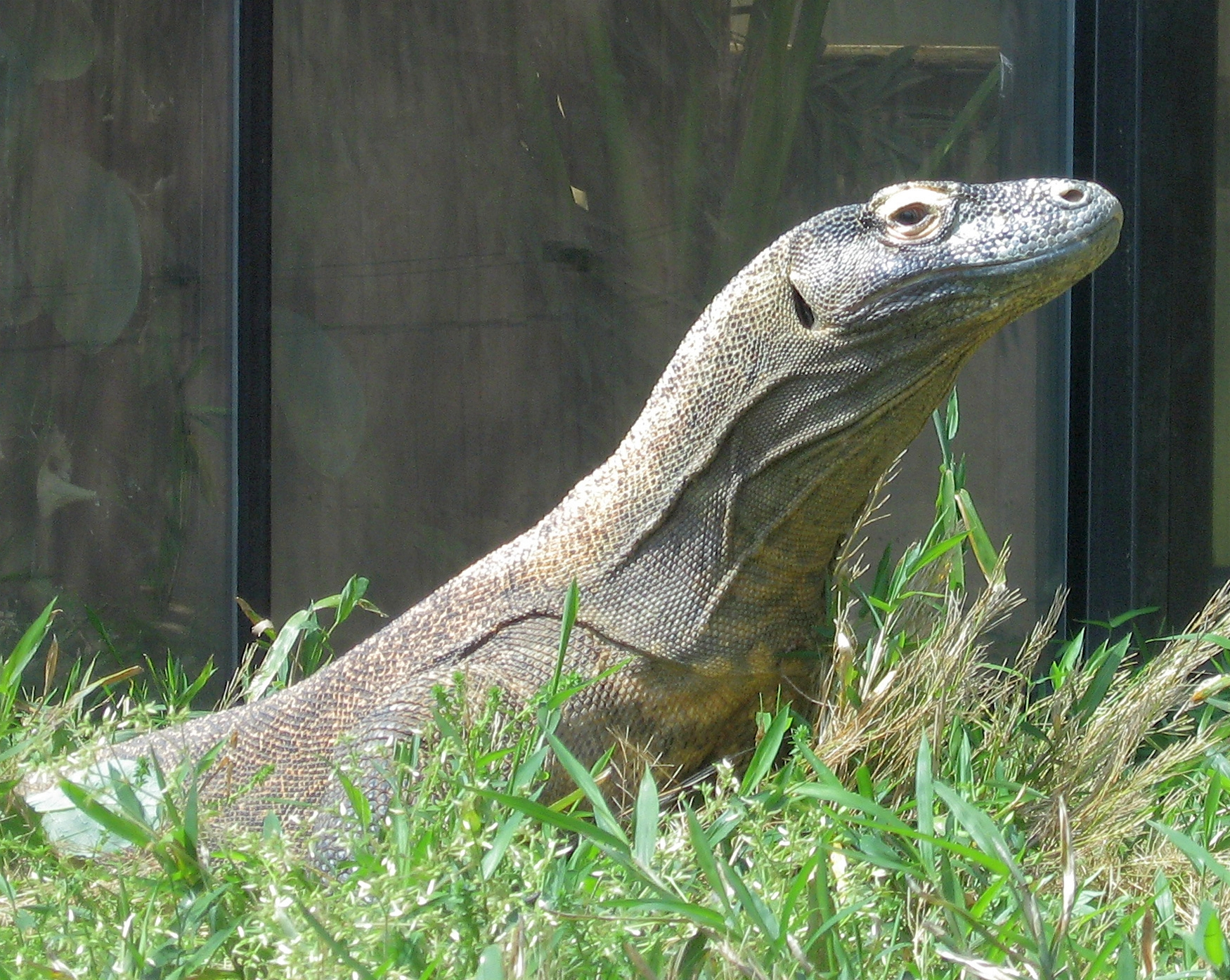
Dragão-de-komodo no Smithsonian National Zoological Park. Apesar de apresentar ouvidos visíveis, os dragões não ouvem muito bem.

Desde há muito tempo, os dragões-de-komodo são grandes atracções em zoológicos, pois o seu tamanho e reputação fazem com que sejam uma exibição popular. São, no entanto, raros em zoológicos devido à susceptibilidade a infecções e doenças causadas por parasitas se capturados da natureza e não se reproduzem prontamente.
O primeiro dragão-de-komodo foi exibido em 1934 no Smithsonian National Zoological Park, mas só viveu dois anos. Mais tentativas de exibir dragões-de-komodo foram feitas, mas o tempo de vida destas criaturas era muito curta, numa média de cinco anos no National Zoological Park. Estudos feitos por Walter Auffenberg, que estão documentados no seu livro The Behavioral Ecology of the Komodo Monitor, eventualmente permitiu uma gestão e reprodução mais eficiente dos dragões em cativeiro.
Tem sido observado em dragões em cativeiro que muitos indivíduos demonstram comportamento relativamente manso durante um período de tempo em cativeiro pequeno. Várias ocorrências são relatadas onde tratadores levaram os animais fora dos seus cercados para interagir com visitantes ao zoológico, incluindo crianças pequenas, sem efeitos nocivos. Dragões também são capazes de reagir de maneira diferente quando apresentados ao seu tratador normal, um tratador menos familiar ou um tratador completamente estranho.
Pesquisa com dragões em cativeiro tem também fornecido evidências que eles jogam. Um estudo incidiu sobre um indivíduo que empurrava uma pá deixada pelo seu tratador, aparentemente atraído pelo som da pá a raspar pela superfície rochosa. Uma fêmea jovem no National Zoo em Washington, DC agarrava e abanava vários objectos incluindo estátuas, latas de bebidas, sapatos e outros objectos. Ela não confundia estes objectos com comida, pois só os engolia se estivessem cobertos em sangue de rato. Estes jogos sociais levaram à comparação com jogos efectuados por mamíferos.

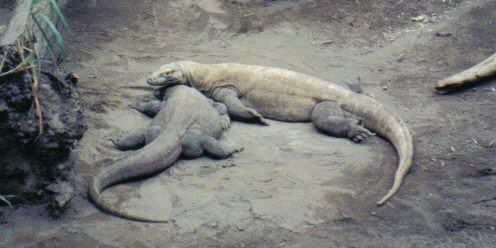
Dragões-de-komodo no Zoológico de Toronto. Em cativeiro, estes animais ficam muitas vezes gordos, especialmente nas suas caudas, devida à alimentação regular.

Outro caso de jogos documentados em dragões-de-komodo vem da Universidade do Tennessee, onde uma jovem dragão-de-komodo de nome "Kraken" interagiu com anéis de plástico, um sapato, um balde, e uma lata de alumínio com o seu focinho, acertando neles e carregando-os de um lado para o outro na sua boca. Ela tratou-os a todos de maneira diferente do que à sua comida, o que levou o investigador Gordon Burghardt a concluir que este comportamento não era relacionado com a alimentação. A Kraken for a primeira dragão-de-komodo que eclodiu em cativeiro fora da Indonésia, nascida no National Zoo em 13 de Setembro de 1992.
Mesmo dragões aparentemente dóceis podem tornar-se agresivos imprevisivelmente, especialmente quando o seu território é invadido por alguém pouco familiar. Em Junho de 2001, um dragão-de-komodo feriu Phil Bronstein (editor executivo do San Francisco Chronicle) gravemente quando ele entrou no seu cercado no Zoológico de Los Angeles depois de ter sido convidado pelo tratador. Bronstein foi mordido no seu pé que estava descalço, pois o tratador tinha-lhe dito para tirar os seus sapatos brancos, pois estes poderiam excitar o dragão. Apesar de ter escapado com vida, precisou que vários tendões do seu pé fossem re-ligados cirugicamente.

## Perigo para humanos

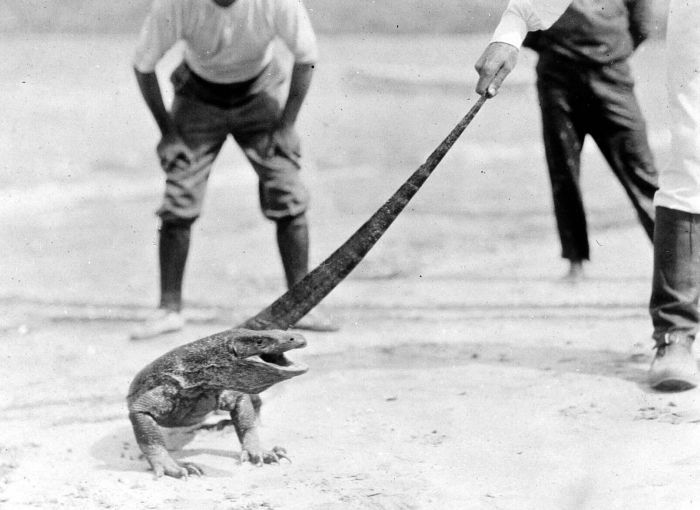
Humanos segurando um dragão-de-komodo.

Ataques desses animais a humanos são raros, mas esta espécie tem sido responsável por várias fatalidades humanas, que ocorreram tanto na natureza quanto em cativeiro. De acordo com os dados do Parque Nacional de Komodo, em período de 38 anos entre 1974 e 2012, foram reportados 24 ataques a humanos. Destes, 5 foram fatais. A maior parte das vítimas são aldeões locais que vivem nas proximidades do parque nacional. Relatórios de ataques incluem:
- Em 2001, um dragão-de-komodo atacou Phil Bronstein, um jornalista investigativo e ex-marido da atriz Sharon Stone, no Zoológico de Los Angeles.[76]
- Em 2007, um dragão-de-komodo matou um menino de 8 anos na ilha de Komodo.[76]
- Em 2008, um grupo de cinco mergulhadores ficaram encalhados na praia da ilha de Rinca, e foram atacados por dragões-de-komodo. Depois de dois dias, os mergulhadores foram resgatados por um bote de resgate indonésio.[76]
- Em 2009, Muhamad Anwar, um habitante local da ilha de 31 anos, foi morto por dois dragões depois dele cair de uma árvore enquanto ele pegava frutas-do-conde.[76]
- Em 2009, Maen, um guia do parque nacional foi à ilha de Rinca, foi emboscado e mordido por um dragão-de-komodo que tinha entrado no seu escritório e estava deitado debaixo da sua mesa. Apesar dos ferimentos, o guia sobreviveu.[76]
- Em maio de 2017, Lon Lee Alle, um turista de 50 anos singapurense, foi atacado por um dragão-de-komodo na ilha de Komodo. A vítima sobreviveu ao ataque, mas sua perna foi gravemente ferida.[77]